# ماتیا مایتا
ماتیا مایتا (انگلیسی: Mattia Maita؛ زادهٔ ۲۹ ژوئیهٔ ۱۹۹۴) بازیکن فوتبال اهل ایتالیا است.
از باشگاه‌هایی که در آن بازی کرده‌است می‌توان به باشگاه فوتبال رجینا اشاره کرد.